# Ágra
Ágra (anglická výslovnost: /ˈɑːɡrə/; hindsky आगरा, urdsky آ گرہ‎) je město na břehu řeky Jamuny v severním indickém státě Uttarpradéš, leží 378 kilometrů západně od hlavního města Lakhnaú. Ágra si navzdory stoletím uchovala krásu a ducha někdejšího hlavního města Mughalské říše, pyšní se dokonce třemi památkami na seznamu světového dědictví UNESCO a rozhodně je jednou z nejvýznamnějších turistických destinací Indie.

## Název
Její existence je zmíněna již v eposu Mahábhárata, kde je nazývána Agrevana (अग्रेवण). Během existence Mughalské říše nesla název Akbarabād.
Název města pochází nejspíše z hindského slova agar označujícího solnou pánev. Sůl se zde v dávných dobách vyráběla.

## Podnebí

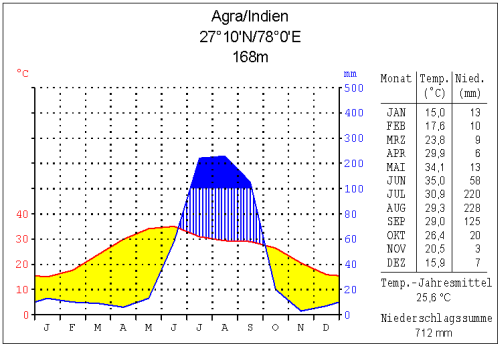
Klimatický diagram Ágry

Ágra leží v Indoganžské nížině a její klima je tedy kontinentální, s dlouhým a horkým létem. Od dubna do září dosahují teploty až 45 °C, období dešťů (monzun) nastává v období od července do září. Nejlepší doba k návštěvě města je od října do listopadu nebo od února do března. Prosinci a lednu se je v Ágře lépe vyhnout, především díky husté mlze a také teplotám, které mohou spadnout až k bodu mrazu (velká část domů přitom nemá vytápění).[zdroj?]

## Historie
Legendy připisují založení města Rádžovi Badal Singhovi (okolo roku 1475), jehož pevnost Badalgarh stála na místě dodnes dochované pevnosti, ovšem již perský básník z 11. století Mas'ūd Sa'd Salmān psal o zoufalém útoku na pevnost Ágra vedením králem Jayapalou a sultánem Mahmudem z Ghazni.
Za rok založení se oficiálně považuje rok 1504, kdy zde město nechal zbudovat vládce Dillíského sultanátu Sikandar Lodí. Po jeho smrti město přešlo do majetku jeho syna Ibráhima, který vládl až do roku 1526, kdy padl v bojích s Bábary. Zlatá éra města přišla v období Mughalské říše, kdy bylo město známo pod jménem Akbarabād a po nějakou dobu bylo dokonce jejím hlavním městem (do roku 1649, kdy bylo přesunuto do Dillí).
Akbarabād stal jedním z nejdůležitějších měst říše, což pro iniciovalo jeho rozvoj a růst. Ve městě na břehu řeky vznikly první perské zahrady zvané Aram Bagh neboli Zahrady odpočinku. Za vlády panovníka Akbara Velikého byly postaveny velké hradby kolem pevnosti Ágra (někdy také nazývané Rudá pevnost) a Ágra se stala kvetoucím náboženským, uměleckým, i obchodním centrem. V době své slávy se počet jeho obyvatel blížil sedmi stům tisícům. V Ágře nechal zbudovat velkou mešitu, která se stala jedním ze symbolů města. Akbar také nechal postavit, výhradně z kamene, nové město vzdálené cca 35 km na západ – Fatehpur Síkrí. To však opustil a i jeho následovníci vládli po nějakou dobu ještě z Ágry.
Hlavní turistické lákalo dnešní doby, Tádž Mahal, nechal ve městě vystavět císař Šáhdžahán. Byl postaven roku 1653 jako památník lásky k jeho ženě Mumtāz Mahal. Shāh Jahān později přesunul hlavní město do Dillí, ale jeho syn Aurangzeb ho přestěhoval nazpět do Akbarabādu, když svého otce uvěznil v pevnosti. Po rozpadu Mughalské říše se pod vlivem Marathů a Jatů změnil název města na dnešní Ágra ještě dříve, než se roku 1803 stalo součástí Britské Indie. 
Během období britské nadvlády byla hlavním městem Severovýchodních provincií, v roce 1868 však byla regionální metropole přesunuta do Illáhábádu. Během britské nadvlády však byla Ágra transformována ve významnou železniční křižovatku. Řeka Jamuna byla na několika místech přemostěna.
Od roku 1927 sídlí v Ágře univerzita.
V moderní době se tradiční město stalo díky historickým památkám významným turistickým cílem. I přes modernizaci a rychlý rozvoj, např. výstavbu dálnice z Dillí si však uchovalo historický a orientální ráz. Původní čtvrti města jsou téměř nedotčené moderní výstavbou. V 21. století však město zasáhlo přemnožení opic, které bojují s místními obyvateli o životní prostor.

## Životní prostředí

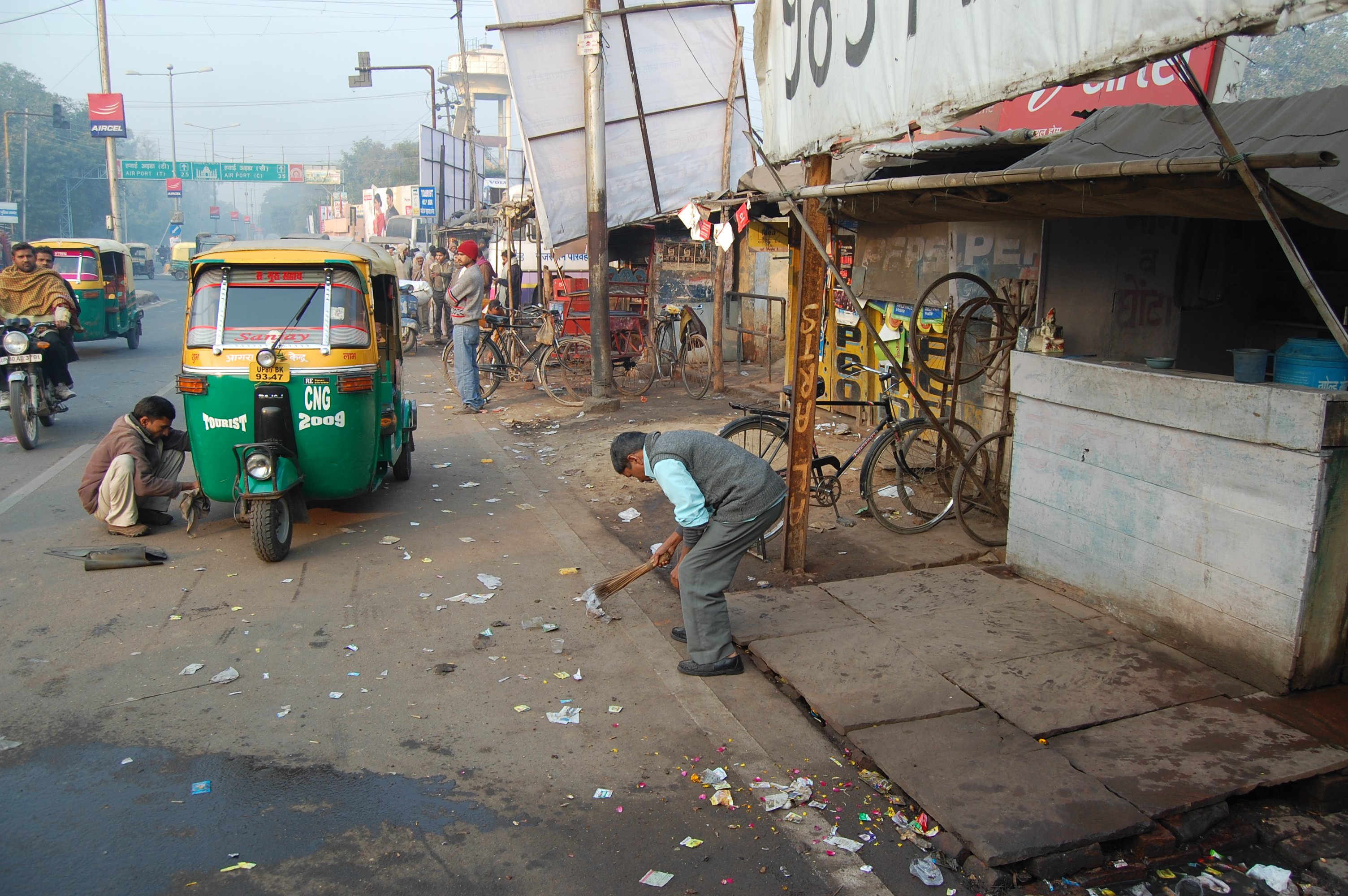
Čištění ulice.

Ágra je jedním z nejvíce znečištěných měst na světě, známý se stal příběh znečištění ovzduší, který má dopad na barvu památníku Tádž Mahál. Mramorový obklad stavby časem žloutne a musel být obnovován. Město často trpí smogem z automobilové dopravy a kouřem z otevřených ohňů. V roce 2019 místní magistrát vyhlásil akční plán s cílem snížit emise prachu, vypalování plodin a emise z dopravy tak, aby se zlepšil žalostný stav ovzduší ve městě.
Rozsáhlé investice byly uskutečněny i v oblasti odpadového hospodářství, především co se týče recyklace plastů.

## Doprava

### Letecká
Jihozápadním směrem od středu města se nachází ágerské letiště (anglicky Agra Airport, oficiálně anglicky Pandit Deen Dayal Upadhyay Airpor. Jeho areál kromě vnitrostátní letecké dopravy slouží také i pro indické letectvo. To zde má jednu z největších základen v celé Indii. Indické národní aerolinky provozují z Ágry spoje do dalších velkých měst v zemi. Letiště neslouží pro mezinárodní dopravu.

### Železniční

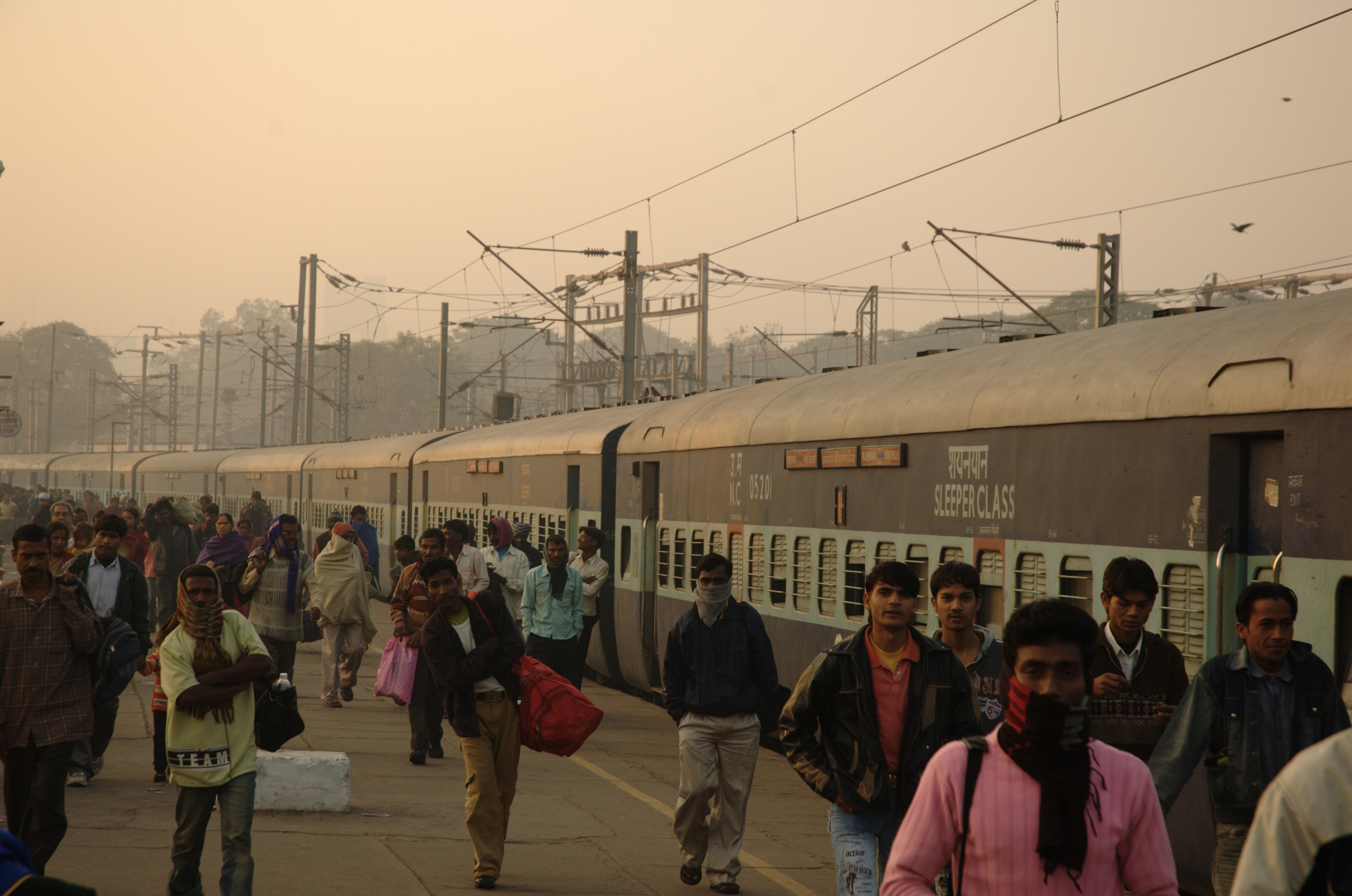
ráno na vlakovém nádraží v Indii

Ágra leží na hlavní železniční trati mezi Dillí a Mumbají a také na trati mezi Dillí a Čennaj (Chennai). Ágru s těmito městy spojuje denně několik spojů (do Dillí je to 20 vlaků, do Čennaje (Chennai) i Mumbaje 4). Poměrně dobře dostupné je i spojení do Kalkaty.
V Ágře jsou tři vlaková nádraží:
- Agra Cantt (kód stanice: AGC) je hlavním z nich a leží nedaleko na jihozápad od Tádž Mahalu. Před nádražím je stanoviště předplacených taxi.

- Pevnost Ágra (kód stanice: AF) leží poblíž pevnosti a odjíždějí odtamtud zejména vlaky na východ. Do některých z nich lze ovšem nastoupit i na Agra Cantt.

- Raja Ki Mandi (kód stanice: RKM) je malá stanice a zastavují zde opět některé z vlaků mířících na Agra Cantt. Tato ospalá stanice ožívá v podstatě jen při příjezdu Tádž Expresu (turistický vlak na trase Dillí - Ágra).

### Silniční
Ágra nemá klasické autobusové nádraží, ale mnoho větších autobusových zastávek. Největším z nich je Idgah Bus Stand[zdroj?] a nabízí spojení v podstatě to všech větších měst severní Indie.
- Do Dillí: po silnici NH2, což je moderní silnice v celé své délce 200 km a jízda trvá asi 4 hodiny.
- Do Džajpuru: po národní silnici číslo 11, je to silnici se dvěma jízdními pruhy, celková vzdálenost je asi 255 km a je možné ji překonat za 4–5 hodin.
- Do Gwalioru: vzdálenost asi 120 km a dá se ujet za 1 ½ hodiny po národní silnici číslo 3.
- Do Kanpuru: po národní silnici číslo 2, vzdálenost 285 km, asi 5 hodin jízdy.

## Zajímavá místa

### Tádž Mahal
Tádž Mahal (‘’’Tāj Mahal‘‘‘) v Ágře je jednou z nejznámějších staveb světa a vznikl jakou mausoleum manželky Shah Jahāna – krásné Mumtāz Mahal. Stavba tohoto perfektně symetrického monumentu trvala 22 let, pracovalo na ní 20 000 dělníků a byla dokončena roku 1653. Stavbu navrhl perský architekt Ustād 'Īsā. Na monument ležící na břehu řeky Jamuny je pěkný výhled z pevnosti Ágra, ve které dožíval posledních 8 let svého života Shāh Jahān, uvězněný tam svým synem Aurangzebem.

### Pevnost Ágra

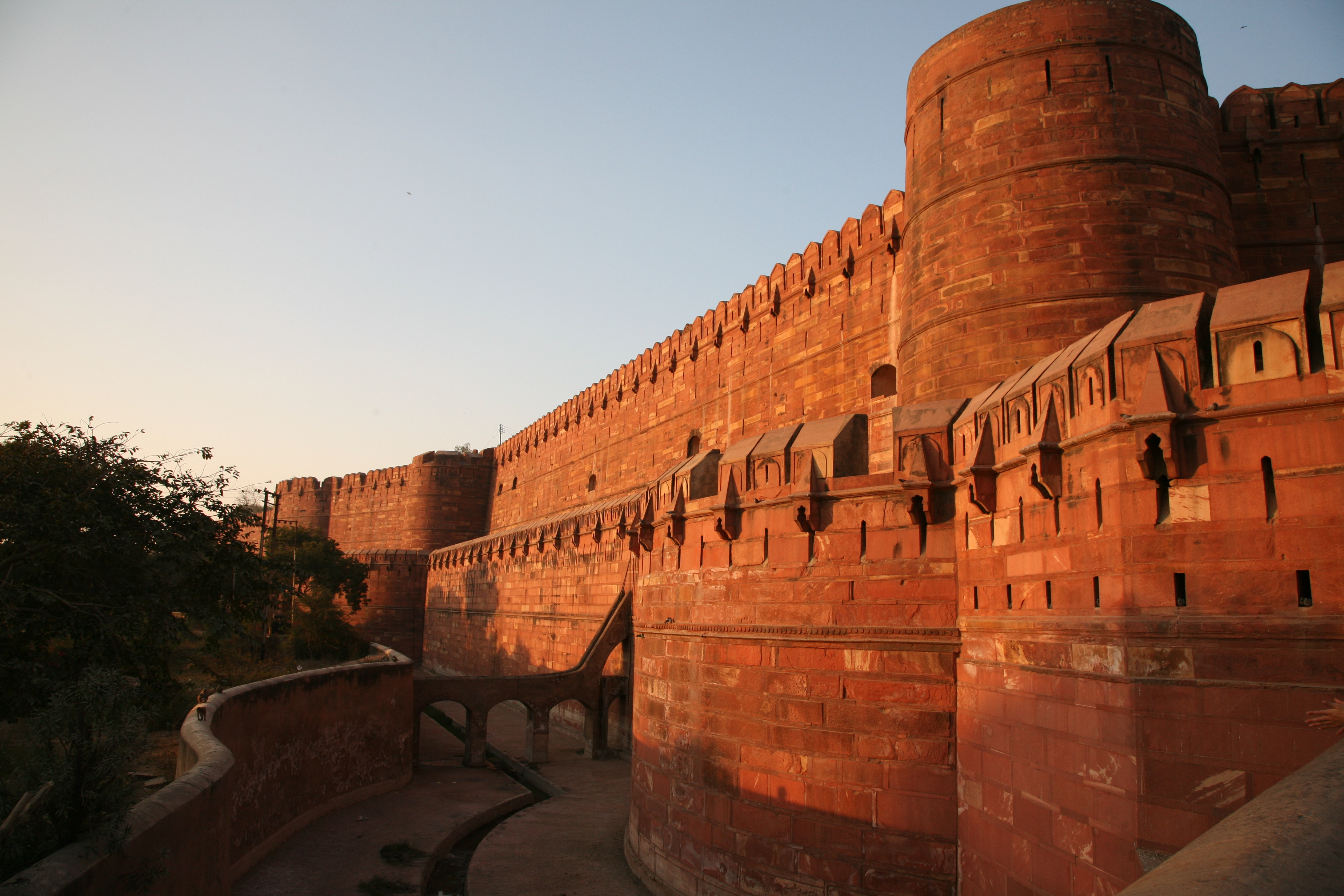
Pevnost Ágra nazývaná též Rudá pevnost

Pevnost Ágra někdy také nazývaná Rudá pevnost byla postavena slavným mughalským vládcem Akbarem v roce 1565 a je další na seznamu památek UNESCO nacházejících se v Ágře. Pevnost z červeného pískovce byla přestavěna na obytný palác za vlády Shāh Jahāna, přičemž bylo použito velké množství mramoru a mozaiky ve stylu pietra dura.
Velmi zajímavými částmi pevnosti jsou zejména Perlová mešita, Dīwān-e-'Ām a Dīwān-e-Khās (místa pro udělování veřejných a soukromých audiencí), Jahāngīr's Palace, Khās Mahal, Shīsh Mahal (Zrcadlový palác) a Musamman Burj. Pevnost je typickou ukázkou mughalské architektury

### I'timād-Ud-Daulah

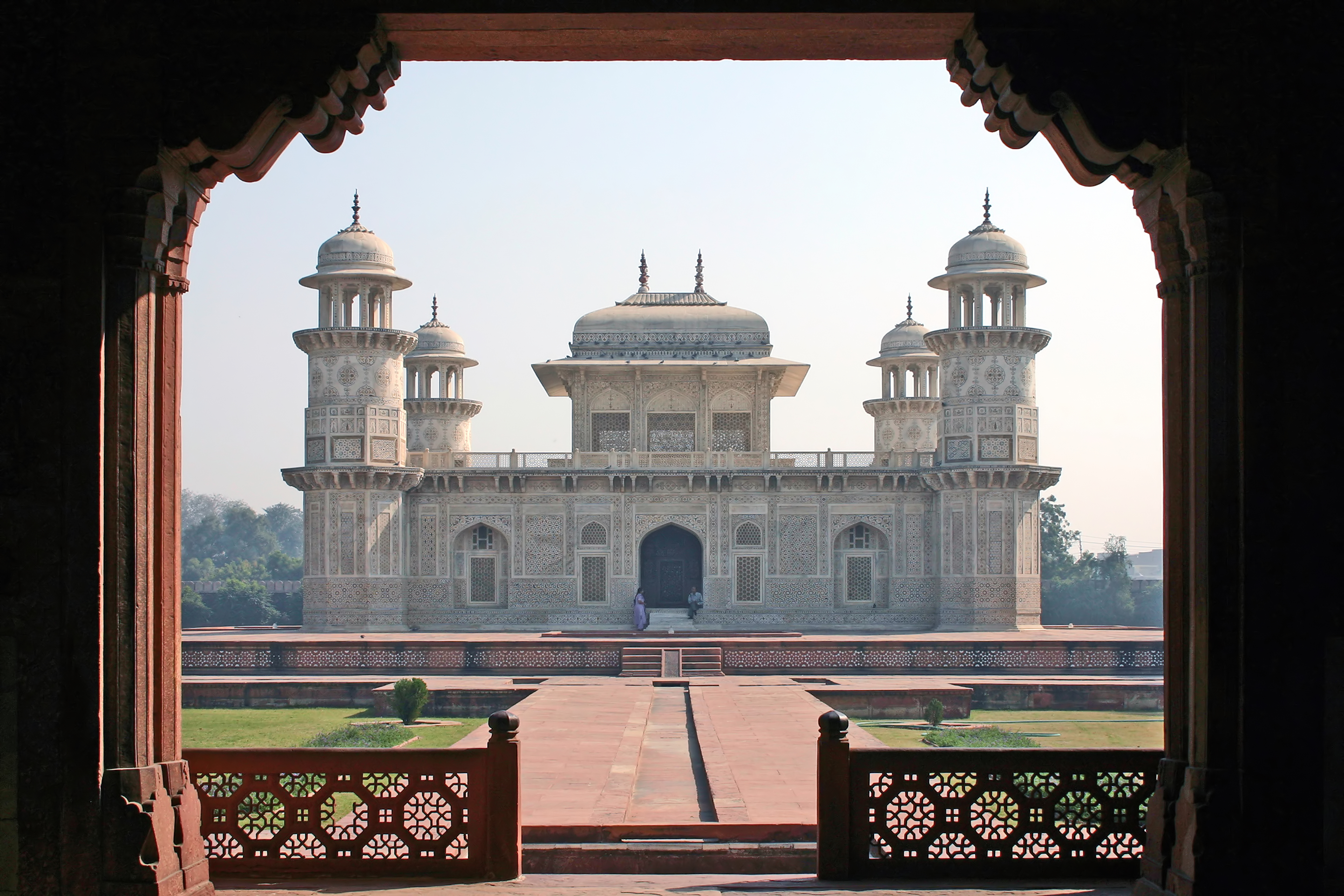
I'timād-Ud-Daulah - Malý Tádž

Panovnice Nūr Jahān postavila hrobku I'timād-Ud-Daulah', někdy též nazývanou „Malý Tádž“ pro svého otce, kterým byl Mirzā Ghiyās Beg – hlavní ministr vládce Jahāngīra. Stavba leží na levé straně řeky Jamuny, mausoleum je umístěno doprostřed zahrady protkané několika umělými potoky a cestami. mausoleum samotné je velké asi 23 m2 a je v něm pohřbeno mnoho Nūr Jahāniných příbuzných. Jediným asymetrickým prvkem celého komplexu je poloha hrobek otce a matky – obě jsou vedle sebe, stejně jako v Tádž Mahalu.

### Akbarova hrobka, Sikandra
Sikandra, místo posledního odpočinku velkého mughalského vládcem Akbara leží asi 13 km od Ágry na cestě do Dillí. Akbar sám si tuto hrobku navrhul a vybral pro ni i vhodné místo. Postavit si hrobku ještě za svého života byl turkický zvyk, který mughalové poměrně důsledně dodržovali. Stavbu ve tvaru pyramidy nicméně dokončil až Akbarův syn Jahāngīr roku 1613. Na hrobce jsou vytesána jména bohů 99 různých náboženství.